# ヤン・ロセン

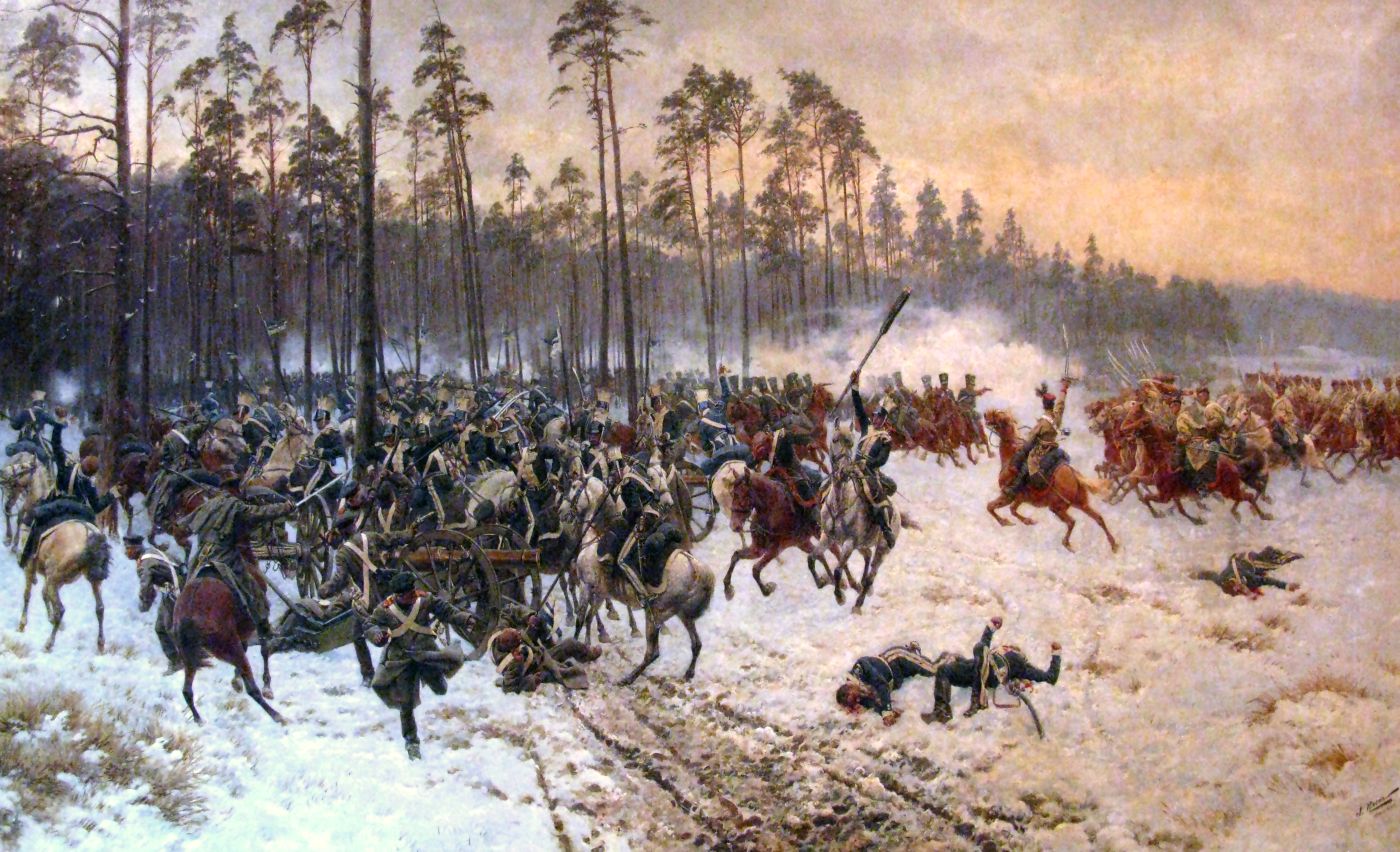
ストチェクの戦い

ヤン・ボグミウ・ロセン(ポーランド語: Jan Bogumił Rosen 1854年10月16日 ワルシャワ – 1936年11月8日 ワルシャワ) は、ユダヤ系ポーランド人の画家。戦争画の作品で知られている。息子に、壁画家・モザイク画家のヤン・ヘンリク・デ・ロセンがいる。

## 生涯
ロセンの生家は、カルヴァン派に改宗した裕福なユダヤ人家庭だった。ただし、ロセンは後にルター派に改宗している。若い頃から絵の才能を発揮し、フランツィシェク・コストジェフスキの教えを受けた。
1872年から1875年にかけて、ロセンはミュンヘン美術院で学んだ。ミュンヘンではポーランド出身の戦争画家ユゼフ・ブラントにも師事した。その後、4年間をパリのエコール・デ・ボザールで過ごし、ジャン＝レオン・ジェロームやイシドール・ピルスに学んだ。
その後、ミュンヘン、パリ、ローザンヌと居を転々とし、結婚と息子の誕生を機に1891年にロシアに落ち着いた。ポーランド騎兵を閲兵するコンスタンチン大公を描いたの絵をロシア皇帝アレクサンドル3世が購入したのを機に、ロセンは皇帝の宮廷画家となった。1907年に北アフリカ、1908年にスカンディナヴィアを旅した。ポーランド・ソビエト戦争が終結した後の1921年、ようやく故国ポーランドに帰った。

## 作品と評価
ロセンはナポレオン戦争を題材とした戦争画で知られているが、11月蜂起を描いた作品もいくつか制作している。彼の作品の大部分は馬をモチーフとしており、軍服や武器を精緻に書き込んでいることでも知られている。しかし一方で、彼の作品は歴史を教える以上の役には立たないという批判もある。